# Some Bizzare Records
Some Bizzare Records je britské nezávislé hudební vydavatelství, které v roce 1981 založil Stevo Pearce. První nahrávkou, kterou vydavatelství vydalo, byla kompilace Some Bizzare Album. Byly zde nahrávky v té době mladých nezávislých kapel, jako například Depeche Mode, Soft Cell a The The. Později společnost vydávala i klasická alba interpretů, jako byli například Marc Almond, Cabaret Voltaire, Satanicpornocultshop, The Grid nebo Pedro INF.